# Endurance (Marskrater)
Endurance ist ein Einschlagskrater auf dem Mars. Er befindet sich im Meridiani Planum, hat einen Durchmesser von 130 Metern und eine Tiefe von etwa 20 Metern. Benannt ist er nach dem Schiff Endurance, mit dem der britische Polarforscher Ernest Shackleton seine Imperiale Transantarktis-Expedition (1914–1917) unternahm.
Der Marskrater wurde vom 15. Juni (Sol 135) bis 14. Dezember 2004 (Sol 315) vom Mars-Erkundungs-Rover Opportunity erkundet.

## Erkundung durch Opportunity

### Karatepe

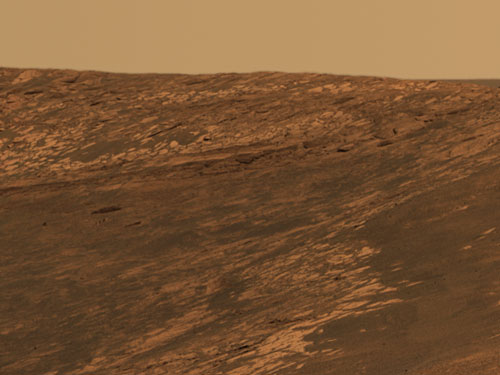
Karatepe

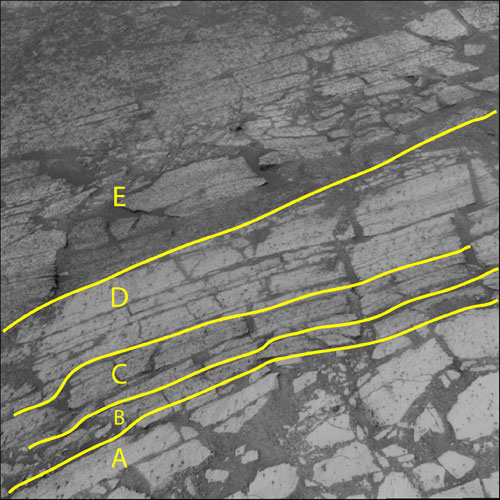
Schichten bei Karatepe

Nachdem Opportunity den Krater erreicht hatte, wurde zunächst ein Erkundungsplan aufgestellt und die interessanten, zu untersuchenden Standorte bestimmt. Ein Standort, der „Karatepe“ benannt wurde, diente als Einstieg in den Krater, um das Grundgestein des Kraters genauer zu analysieren.
Das Bild auf der rechten Seite zeigt Änderungen der Farbe in den Schichten. Die Schicht „A“ ist dichter am Rover und höher als die Schichten „B“ bis „E“. Muster und Farbe der Schichten variieren mit der Tiefe der Schichten. Daraus können die Wissenschaftler Schlussfolgerungen über das Alter der Schichten herleiten, indem sie diese Aufnahme mit anderen Schicht-Aufnahmen vom Mars vergleichen.
Anschließend fuhr Opportunity tiefer in den Krater, um Sanddünen näher zu betrachten. Einige Felsen wurden beim Abstieg analysiert. Daraufhin wurde beschlossen, nicht in die Sanddünen zu fahren. Es bestand die Gefahr, dass der Rover sich festfahren könnte und eine weitere Erkundung durch Opportunity dadurch unmöglich gewesen wäre. Aus diesem Grund wurden weitere Felsen untersucht, bevor sich der Rover wieder auf den Rückweg an den Rand des Kraters machte. Auf seinem Weg stieß Opportunity auf einen Felsen, der „Wopmay“ benannt wurde. Dieser Felsen lieferte Hinweise, dass Felsen innerhalb des Kraters einst von Wasser umgeben sein könnten, kurz nachdem der Krater entstanden ist. Danach steuerte der Rover die Klippe „Burns Cliff“ an.

### Burns Cliff

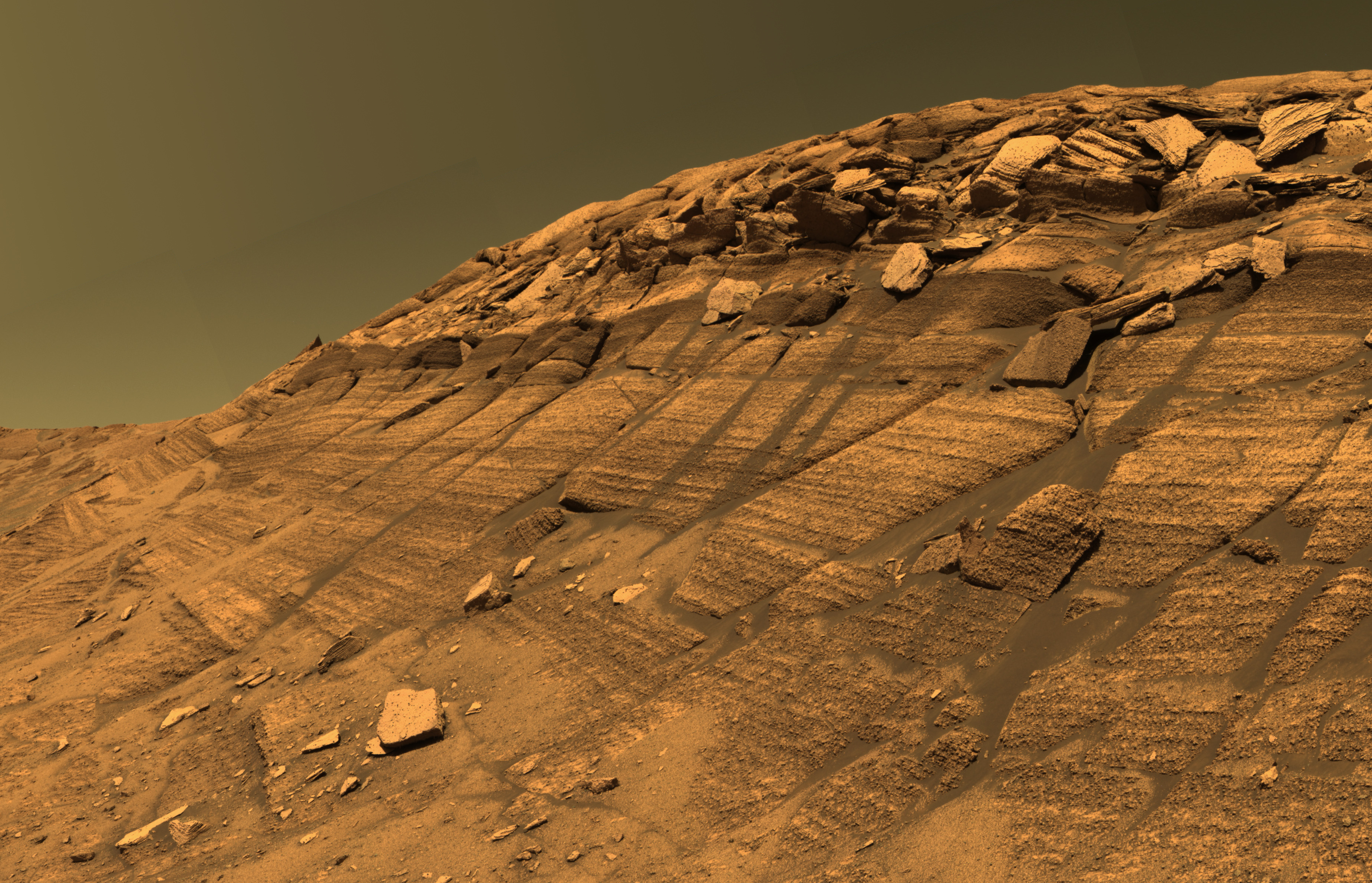
Die Ansicht des Burns Cliff innerhalb des Endurance-Kraters.

Burns Cliff, benannt nach einem verstorbenen Mineralogen Roger Burns des MIT, wurde sehr eingehend durch Opportunity studiert. Die hohe Rutschgefahr durch den Sand verhinderte den Einsatz des Roboterarms. Allerdings wurden hochauflösende Fotos mit der Pancam geschossen. Diese zeigen Sedimentschichten, die durch frühere Vorkommen von Flüssigkeit entstanden sein könnten.
Die Burns Cliff war der letzte wissenschaftliche Stopp bei der Erkundung des Endurance-Kraters.